# Семкі
Семкі (пол. Siemki) — село в Польщі, у гміні Решель Кентшинського повіту Вармінсько-Мазурського воєводства.
Населення — 153 особи (2011).
У 1975-1998 роках село належало до Ольштинського воєводства.

## Демографія
Демографічна структура станом на 31 березня 2011 року:
|          | Загалом | Допрацездатний вік | Працездатний вік | Постпрацездатний вік |
| -------- | ------- | ------------------ | ---------------- | -------------------- |
| Чоловіки | 81      | 25                 | 49               | 7                    |
| Жінки    | 72      | 14                 | 42               | 16                   |
| Разом    | 153     | 39                 | 91               | 23                   |